# Bec des Etagnes
Bec des Etagnes är en bergstopp i Schweiz. Den ligger i distriktet Conthey och kantonen Valais, i den sydvästra delen av landet, 100 km söder om huvudstaden Bern. Toppen på Bec des Etagnes är 3 231 meter över havet.